# لی سونگ مین (خواننده)
لی سونگ مین (انگلیسی: Lee Sung-min؛ زادهٔ ۱ ژانویهٔ ۱۹۸۶) خواننده، بازیگر سینما، بازیگر، نوازنده پیانو، ترانه‌پرداز، و بازیگر تلویزیون اهل کره جنوبی است.